# Steve Sung
Suk-min 'Steve' Sung is een in Zuid-Korea geboren Amerikaans professioneel pokerspeler. Hij won onder meer het $1.000 No Limit Hold'em-toernooi van de World Series of Poker 2009, goed voor een hoofdprijs van $771.106,-. Sung verdiende tot en met juli 2014 meer dan $4.750.000,- in pokertoernooien (cashgames niet meegerekend).
Sung werd geboren in Zuid-Korea, maar verhuisde op zijn zevende met zijn ouders naar de Verenigde Staten. Hij studeerde er technische informatica en economie aan de Universiteit van Californië - San Diego, maar stopte voortijdig met zijn studies om voltijds te gaan pokeren.

## Wapenfeiten
Sung begon in 2006 met het verdienen van geldprijzen op verschillende Amerikaanse pokerevenementen, stuk voor stuk in de variant Texas Hold 'em. In december van dat jaar speelde hij zich voor het eerst in het geld op een toernooi van de World Poker Tour (WPT). In het $15.000 WPT Doyle Brunson North American Poker Classic - No Limit Hold'em-toernooi eindigde hij als negende, goed voor $118.400,-. Het was het begin van een reeks die in februari 2010 belandde op Sungs tiende WPT-cash. Hij werd toen achtste in het $10.000 No Limit Hold'em - Championship Event van de L.A. Poker Classic in Los Angeles, goed voor $135.890,-. Sung liep in maart 2008 nét zijn eerste WPT-titel mis. Op het $9.600 No Limit Hold'em - Championship Event van Bay 101 Shooting Stars in San Jose veroordeelde Brandon Cantu hem tot de tweede plaats. Daarmee verdiende hij niettemin $585.000,-.
Sung eindigde in juni 2007 voor het eerst in het prijzengeld op een toernooi van de World Series of Poker (WSOP) en diezelfde maand ook voor de tweede, derde en vierde keer (samen goed voor meer dan $150.000,-). Zijn beste prestatie was daarbij zijn derde plaats in het $1.500 Seven Card Stud-toernooi. Daarnaast haalde hij ook de finaletafel van het $10.000 World Championship Pot Limit Omaha-toernooi, waarin hij als negende eindigde. Op de World Series of Poker 2008 haalde Sung opnieuw twee finaletafels. Deze keer in het $5.000 World Championship Seven Card Stud Hi/Lo- (zevende) en het  $2.500 Deuce to Seven Triple Draw-toernooi (achtste).
Sungs vijfde WSOP-finaletafel was op de World Series of Poker 2009 goed voor zijn eerste WSOP-titel. Elf dagen later volgde bijna ook de tweede, maar winnaar Nick Schulman en Ville Wahlbeck veroordeelden hem tot plaats drie in het $10.000 World Championship No Limit Deuce to Seven Draw. Op de World Series of Poker 2010 kwam Sung nog dichter bij zijn tweede WSOP-titel. Deze keer werd hij tweede in het $2.500 World Championship Mixed Events 8 Game, achter de Noor Sigurd Andreas Eskeland.
De €10.000 EPT Grand Final - No Limit Hold'em van de EPT - Grand Final in Monte Carlo was in april 2009 het eerste toernooi van de European Poker Tour waarop Sung geld won. Door 41e te worden verdiende hij $46.020,-.

## WSOP-titels
| Jaar                       | Toernooi                            | Prijs        |
| -------------------------- | ----------------------------------- | ------------ |
| World Series of Poker 2009 | $1.000 No Limit Hold'em             | $771.106,-   |
| World Series of Poker 2013 | $25.000 No Limit Hold'em Six Handed | $1.205.324,- |